# Auferstehungs-Kathedrale (Semei)

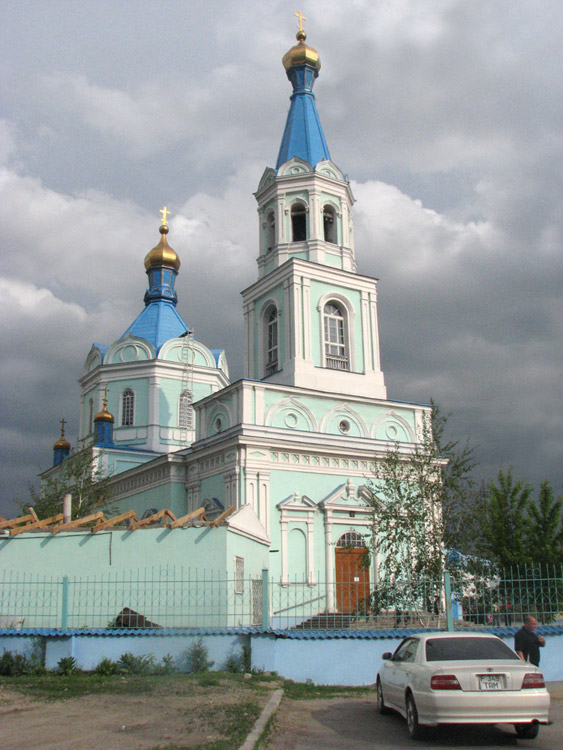
Die Auferstehungs-Kathedrale

Die Auferstehungs-Kathedrale (russisch Воскресенский собор) ist ein russisch-orthodoxes Kirchengebäude in der kasachischen Stadt Semei. Erbaut wurde der Sakralbau zwischen 1857 und 1860 im Stadtzentrum in der Nähe des Flusses Irtysch.

## Geschichte
Bereits seit 1792 gab es mit der Muttergottes-vom-Zeichen-Kathedrale eine Kirche aus Stein in Semipalatinsk. Da die Bevölkerung in der Stadt aber stetig zunahm, wurde der Bau einer zusätzlichen Kirche notwendig. In den frühen 1850er Jahren setzte sich mit Mitrofan Kasakow ein Bewohner der Stadt für die Errichtung einer weiteren steinernen Kirche ein. Der Entwurf für das Bauwerk stammte vom örtlichen Architekten Alexander Bolbotow; Baubeginn war am 31. März 1857. Nach etwas mehr als drei Jahren Bauzeit wurde die Kathedrale mit der Weihe des Hochaltars am 10. Juli 1860 fertiggestellt.
1922 wurde die Kathedrale teilweise geplündert. Am 19. Mai 1922 erließ die das regionale Exekutivkomitee im Rahmen einer Kampagne zur Beschlagnahmung von Kirchenbesitz einen Erlass, der die staatliche Aneignung von Wertgegenständen aus der Auferstehungs-Kathedrale ermöglichte. So wurden alle Gegenstände aus Edelmetall und alle Gegenstände mit Edelsteinen aus der Kathedrale entfernt. In den 1930er Jahren wurden fünf der sechs Kirchen in der Stadt entweder geschlossen oder zerstört. Das Inventar einiger geschlossener Kirchen wurde in die Auferstehungskirche gebracht und dort aufbewahrt. 1937 wurden die Geistlichen und ein großer Teil der aktiven Gemeindemitglieder verhaftet. Die Geistlichen wurden später wegen konterrevolutionärer Aktivitäten angeklagt, zum Tode verurteilt und im November 1937 hingerichtet. 
Die Auferstehungs-Kathedrale blieb daraufhin geschlossen, wurde aber nicht offiziell beschlagnahmt. Das Jahr 1940 ist gekennzeichnet durch die Versuche der Kirchengemeinde, die Kathedrale wieder für Gottesdienste zu öffnen. Auf der anderen Seite versuchten die Behörden, die Kathedrale offiziell zu schließen, um sie für kulturelle Zwecke nutzen zu können und schließlich abreißen zu können. Mit Beginn des Krieges rückte die Frage nach der Verwendung des Bauwerks in den Hintergrund, weshalb die Kathedrale als einziges Kirchenbauwerk in der Stadt erhalten blieb. Im März 1944 wandte sich eine Gruppe von Gläubigen an die sowjetischen Behörden mit der Bitte, die Kathedrale wieder für Gottesdienste zu öffnen. Diese Bitte war schließlich erfolgreich, worauf sie am 16. April 1944 wieder eröffnet wurde. Das Gebäude war in den letzten Jahren erheblich verfallen, weshalb Reparaturarbeiten nötig wurden.
Nach der Unabhängigkeit Kasachstans wurde das Gelände unter anderem um eine Sonntagsschule, ein Refektorium und ein Verwaltungsgebäude erweitert. Im Sommer 1997 wurde eine neue Heizung in der Kathedrale installiert. Im folgenden Jahr wurden neun neue Glocken angeschafft. Bis zum Jahr 2000 war das Gebäude in einem renovierungsbedürftigen Zustand, sodass zusammen mit der Stadtverwaltung das äußere Erscheinungsbild erneuert wurde. Bis zum Herbst 2001 wurden die Arbeiten abgeschlossen.

## Galerie

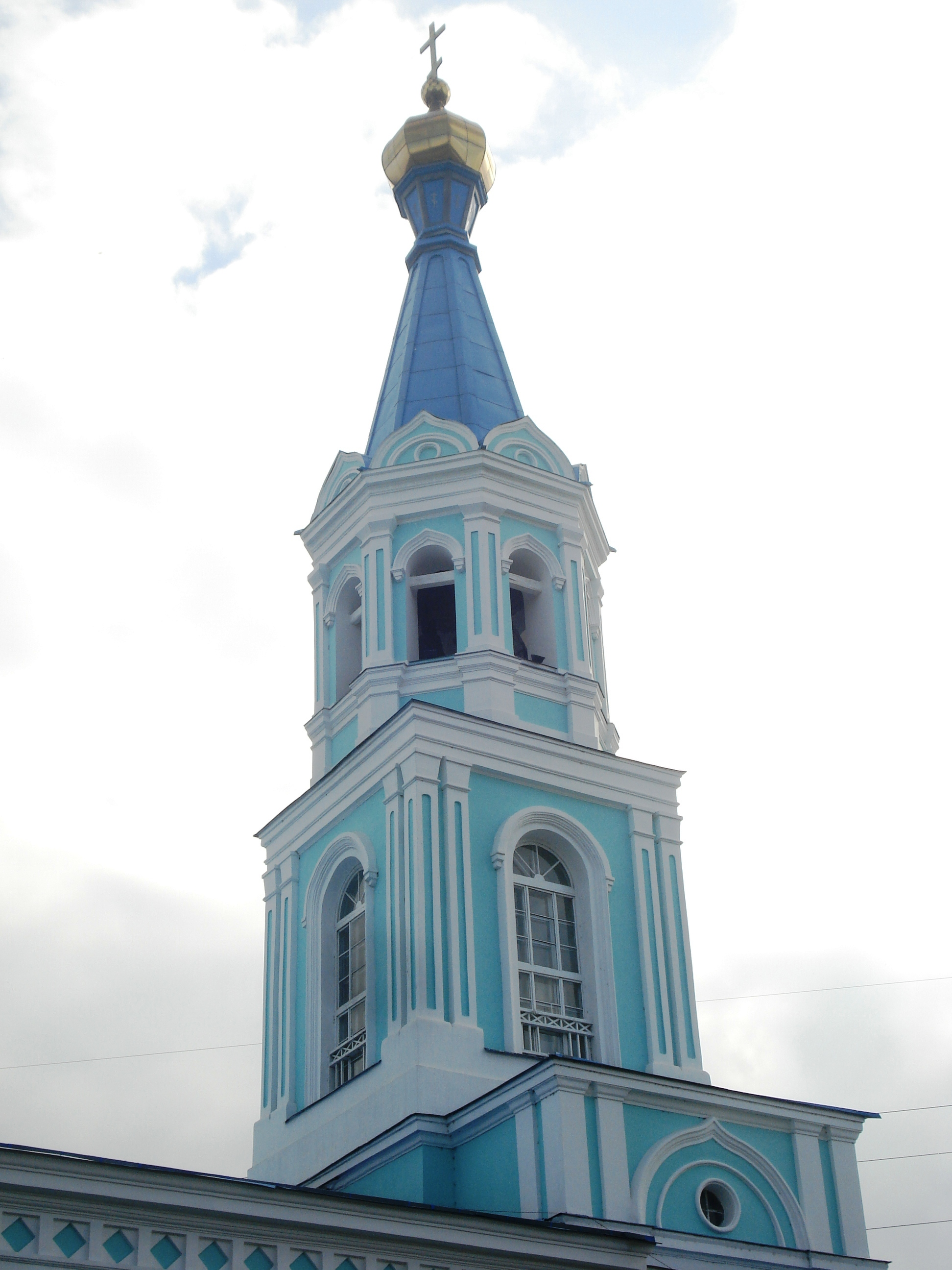
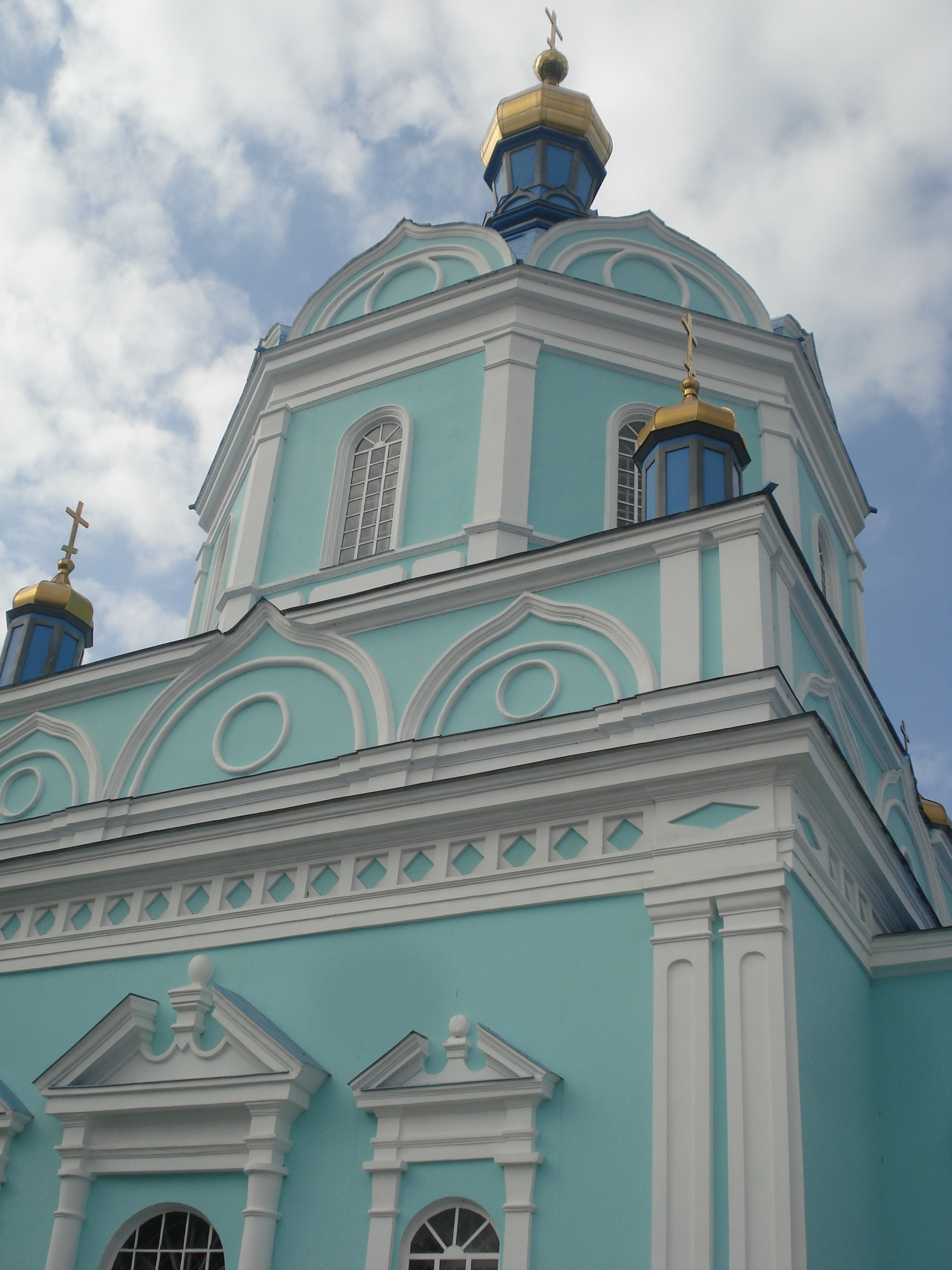
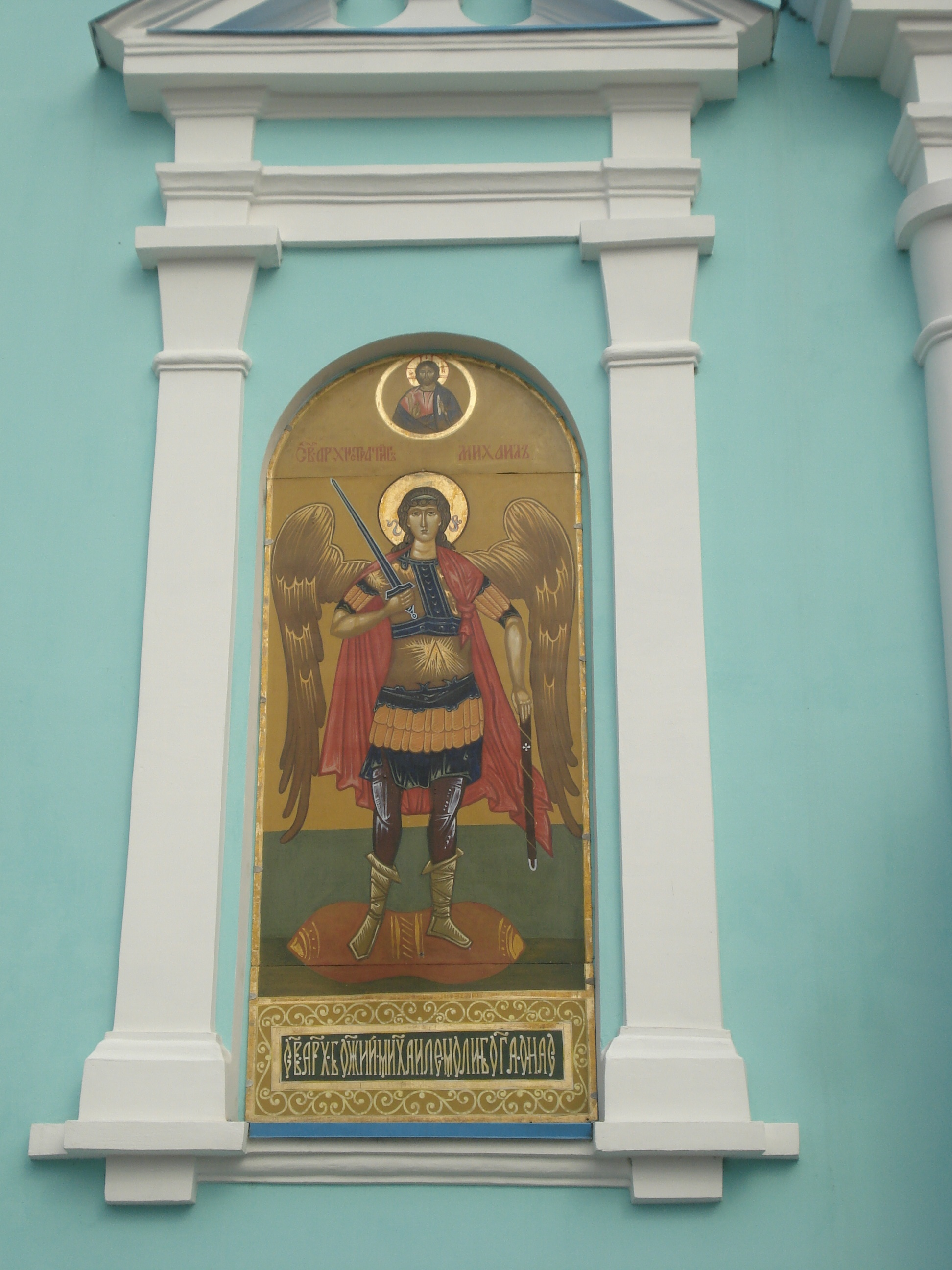
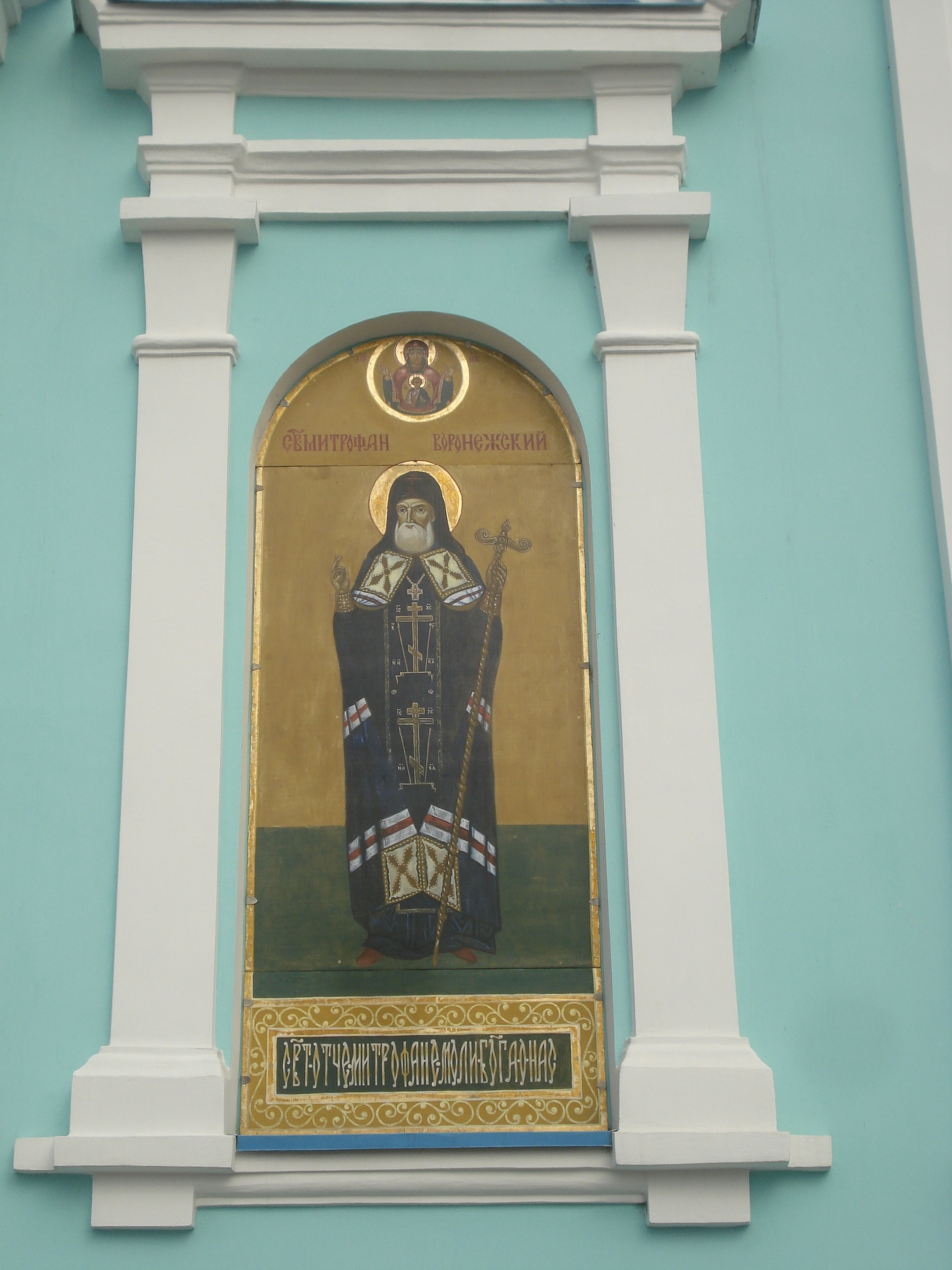